# Zeki Çelik
Mehmet Zeki Çelik (Yıldırım, Provincia de Bursa, 17 de febrero de 1997) es un futbolista turco que juega como defensa en la A. S. Roma de la Serie A de Italia.

## Trayectoria
Aunque su familia procede de Muş, se mudó a Bursa en 1995. Nacido como el hijo menor de un total de 9 hermanos, Çelik se formó en el fútbol en la academia del Yavuz Selimspor y del Bursaspor, con el cual se convirtió en futbolista profesional el año 2015. 
Para la temporada 2015/16, el Bursaspor decidió cederlo al Karacabey Birlikspor, club de la TFF Tercera División, es decir la cuarta categoría del fútbol turco. El 23 de agosto de 2015, debutó con el equipo frente al Kozan Belediyespor, desde el inicio en la derrota por 3-1. Fue titular toda la temporada jugando un total de 35 partidos.
Nunca llegó a debutar con el Bursaspor y en 2016 Çelik pasó a formar parte del Istanbulspor de la TFF Segunda División (tercera categoría del fútbol de Turquía). Debutó el 3 de septiembre de 2016 jugando como titular en la victoria por 1-0 sobre el Pendikspor en el arranque de la temporada 2016/17 y se asentó en el equipo, jugando casi todos los partidos y logrando el título y consecuente ascenso a la segunda división. Para entonces ya formaba parte de la selección sub-21 de Turquía.
Ahora en segunda división, Çelik marcó el primer gol de su carrera, el cual se produjo el 12 de agosto de 2017, en la primera fecha de liga, cuando el Istanbulspor empató 2-2 frente al Eskişehirspor. Sus buenas actuaciones con el club le valieron el llamado en 2018 a la selección mayor de Turquía, pese a jugar en segunda división.

### Lille
El 8 de julio de 2018 y sin haber debutado en primera división en Turquía, Çelik se convirtió en nuevo integrante del Lille de la Ligue 1 de Francia, firmando un contrato de cinco años y convirtiéndose en uno de los refuerzos del club para la temporada 2018/19.
En la primera jornada de liga, es decir el 11 de agosto de 2018, Çelik debutó jugando como titular y dando una asistencia en la victoria por 3-1 sobre Rennes. Desde su llegada, se convirtió en titular indiscutible en la exitosa campaña del Lille en la Ligue 1, anotando su primer gol con el equipo el 28 de abril de 2019 en la goleada por 5-0 sobre Nîmes Olympique.

### Roma
En julio de 2022 fue transferido a la A. S. Roma.

## Selección nacional
Forma parte de la selección de fútbol de Turquía con la cual ha disputado 54 partidos y ha anotado 2 goles. Debutó el 5 de junio de 2018 en un amistoso contra Rusia que finalizó 1 - 1, ingresando al minuto 90 en lugar de Şener Özbayrakli. El 2 de junio de 2019 anotó los goles del triunfo amistoso por 2-0 sobre Uzbekistán, siendo sus dos primeros tantos con la selección.
También ha integrado las categorías inferiores sub-16 (11 partidos), sub-17 (12 partidos), sub-18 (2 partidos) y sub-21 (9 partidos) de Turquía.

### Participación en Eurocopas
| Torneo                         | Sede     | Resultado        | Partidos | Goles |
| ------------------------------ | -------- | ---------------- | -------- | ----- |
| Campeonato Europeo Sub-17 2014 | Malta    | Primera fase     | 1        | 0     |
| Eurocopa 2020                  | Europa   | Primera fase     | 3        | 0     |
| Eurocopa 2024                  | Alemania | Cuartos de final | 3        | 0     |

## Vida personal
Es hijo de un constructor y de una ama de casa. El futbolista ha comentado en una entrevista que cuando era niño siempre eran cuatro o cinco en casa dado que algunos de los hermanos mayores ya se habían casado. Cuatro de sus hermanos trabajan en textiles, dos en una panadería y otro es soldado. Comentó también que jugaba fútbol con sus hermanos pero las condiciones familiares no les permitieron jugar profesionalmente.

## Estadísticas

### Clubes
Actualizado al 25 de mayo de 2025.
| Karacabey Birlikspor Turquía | 4.ª           | 2015-16       | 34  | 0 | 1  | 0 | —  | — | 35  | 0  |
| Karacabey Birlikspor Turquía | Total club    | Total club    | 34  | 0 | 1  | 0 | 0  | 0 | 35  | 0  |
| Istanbulspor Turquía | 3.ª           | 2016-17       | 31  | 0 | 0  | 0 | —  | — | 31  | 0  |
| Istanbulspor Turquía | 2.ª           | 2017-18       | 33  | 3 | 5  | 0 | —  | — | 38  | 3  |
| Istanbulspor Turquía | Total club    | Total club    | 64  | 3 | 5  | 0 | 0  | 0 | 69  | 3  |
| Lille O. S. C. Francia | 1.ª           | 2018-19       | 34  | 1 | 2  | 0 | —  | — | 36  | 1  |
| Lille O. S. C. Francia | 1.ª           | 2019-20       | 23  | 0 | 3  | 0 | 6  | 0 | 32  | 0  |
| Lille O. S. C. Francia | 1.ª           | 2020-21       | 29  | 3 | 2  | 0 | 4  | 1 | 35  | 4  |
| Lille O. S. C. Francia | 1.ª           | 2021-22       | 32  | 2 | 1  | 1 | 7  | 0 | 40  | 3  |
| Lille O. S. C. Francia | Total club    | Total club    | 118 | 6 | 8  | 1 | 17 | 1 | 143 | 8  |
| A. S. Roma · Italia | 1.ª           | 2022-23       | 24  | 0 | 2  | 0 | 8  | 0 | 34  | 0  |
| A. S. Roma · Italia | 1.ª           | 2023-24       | 17  | 0 | 1  | 0 | 11 | 0 | 29  | 0  |
| A. S. Roma · Italia | 1.ª           | 2024-25       | 31  | 0 | 2  | 0 | 10 | 1 | 43  | 1  |
| A. S. Roma · Italia | Total club    | Total club    | 72  | 0 | 5  | 0 | 29 | 1 | 106 | 1  |
| Total carrera | Total carrera | Total carrera | 288 | 9 | 19 | 1 | 46 | 2 | 353 | 12 |
| (1)Incluye datos de la Copa de Turquía (2015-16 y 2017-18), la Copa de Francia (2018-19 a 2021-22), la Copa de la Liga de Francia (2019-20) y la Copa Italia (2022-23). (2)Incluye datos de la Liga de Campeones de la UEFA (2019-20 y 2021-22) y Liga Europa de la UEFA (2020-21 y 2022-23). |               |               |     |   |    |   |    |   |     |    |

## Palmarés

### Títulos nacionales
| Título               | Club           | País    | Año     |
| -------------------- | -------------- | ------- | ------- |
| Ligue 1              | Lille O. S. C. | Francia | 2020-21 |
| Supercopa de Francia | Lille O. S. C. | Francia | 2021    |